# Nadleśnictwo Limanowa
Nadleśnictwo Limanowa – jednostka organizacyjna Lasów Państwowych podległa RDLP w Krakowie z siedzibą w Limanowej.
Lasy Nadleśnictwa Limanowa położone są na terenie województwa małopolskiego, w powiecie limanowskim.  
Powierzchnia gruntów leśnych zarządzana przez nadleśnictwo to 8543,40 ha.
Od 29 września 2021 roku nadleśniczym nadleśnictwa jest mgr inż. Janusz Krywult, urodzony w Czechowicach-Dziedzicach, a obecnie mieszkaniec Jordanowa. Przez ponad 30 lat pracował w Nadleśnictwie Nowy Targ - najpierw jako leśniczy, później jako specjalista służby leśnej i zastępca nadleśniczego.